# Karlsschrein
Il Karlsschrein (Reliquiario di Carlo) è una cassa adibita a reliquiario risalente alla fine del XII secolo e custodita nel coro della cattedrale di Aquisgrana. Contiene i resti corporei di Carlo Magno.

## Storia
Fu assemblato dopo il 1182 in un laboratorio di oreficeria di Aquisgrana e fu completato per l'incoronazione di Federico II di Svevia nel 1215, dopo che l'imperatore Federico I Barbarossa, il nonno di Federico II, aveva rimosso le ossa di Carlo Magno nel 1165 dalla sua tomba nella Cappella Palatina.
Federico II eseguì personalmente il trasferimento delle ossa e la chiusura del reliquiario il 27 luglio 1215, primo anniversario della battaglia di Bouvines. Due giorni prima era stato incoronato re romano-germanico nuovamente e definitivamente. Oltre alle ossa, nella cassa erano presenti alcune preziose stoffe già usate come reliquiario per la salma di Carlo Magno, oggi custodite nel tesoro della cattedrale.
Nei secoli successivi, il reliquiario seguì le varie vicende del tesoro della cattedrale, soprattutto i trasferimenti durante la seconda guerra mondiale.
Il 30 gennaio 1983, durante una funzione dei Vespri, la scatola di zinco sigillata con le ossa di Carlo fu rimossa dal santuario e aperta. La sera dello stesso giorno, l'arca fu richiusa e collocata in una teca di legno provvisoria. Il Karlsschrein fu portato quella stessa notte nel laboratorio di un orafo nella zona della cattedrale. Dentro il laboratorio, gli orafi Gerhard Thewis e Peter Bolg lavorarono per cinque anni alla conservazione dell'opera sotto la direzione scientifica di Herta Lepie. Durante i lavori, si vigilò affinché non venissero eseguiti restauri e neppure rifacimenti, come spesso avveniva in passato con la riparazione di opere d'arte, affinché il santuario non subisse alterazioni irreversibili e la sua originalità non ne venisse danneggiata. La doratura medievale fu ripristinata. L'esame dell'età della quercia utilizzata per la cassetta di quercia mostrò che era stata abbattuta intorno al 1182, confermando le fonti storiche.

## Descrizione

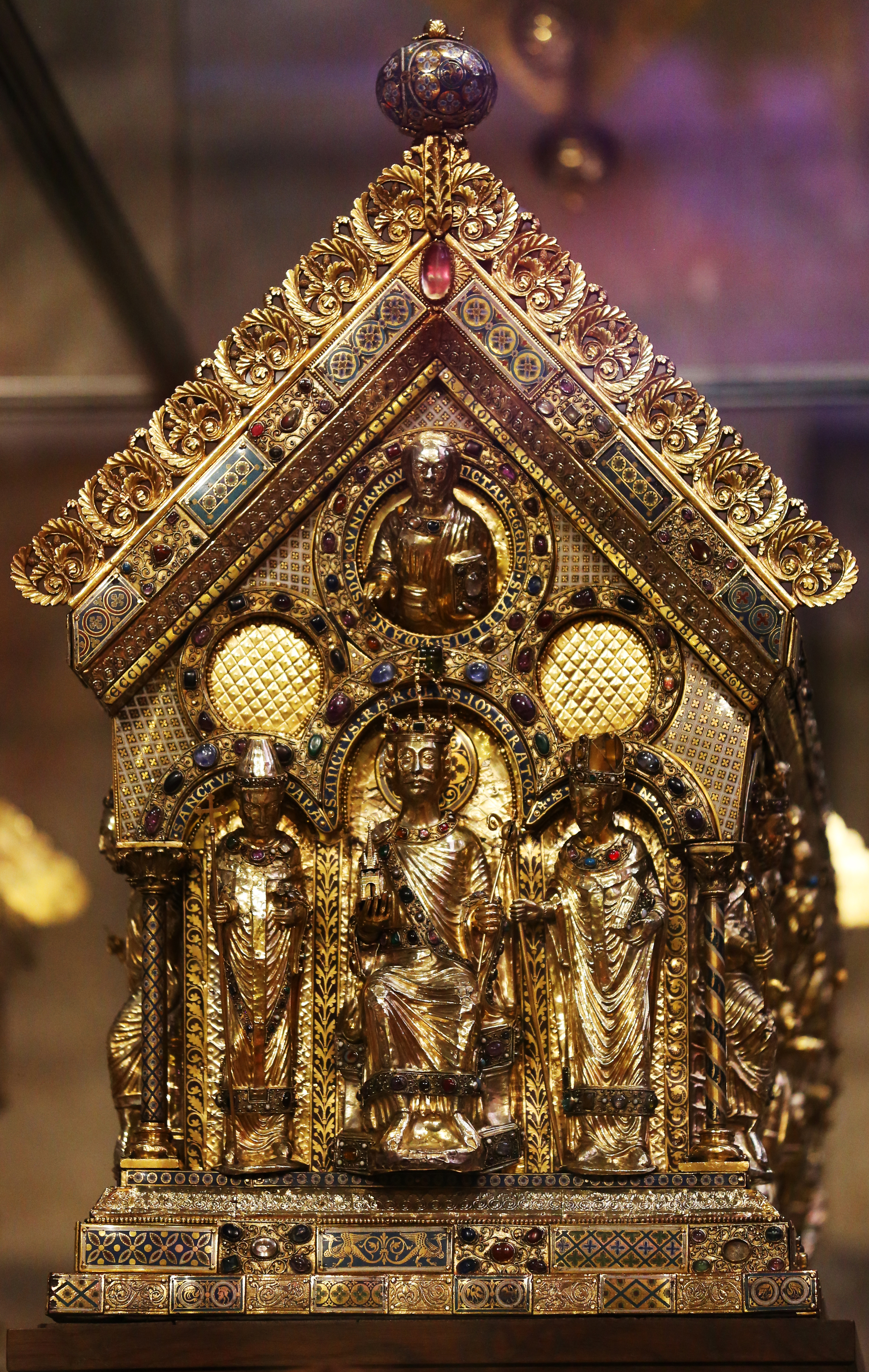
Lato del timpano anteriore

Il santuario è lungo 2,04 metri, largo 0,57 metri e alto 0,94 metri. Ha la forma di una chiesa a navata unica senza transetto. La base è in legno di quercia, ricoperta di argento dorato, rame dorato, filigrana, pietre preziose, smalti e vernici. Il doppio profilo della base è ornato da lastre smaltate, incisioni, filigrane e punzononature con decori floreali. I due lati lunghi mostrano otto arcate poggianti su doppie colonne smaltate, sotto le quali sono in trono sovrani dell'Impero.
Il fronte anteriore mostra Carlo Magno in trono, alla sua destra papa Leone III, a sinistra l'arcivescovo Turpin di Reims. La figura a mezzo busto di Cristo si trova sopra Carlo in un medaglione.
Sul fronte posteriore si trova Madonna con Cristo arcangeli Michele e Gabriele. Sopra di esso, tre mezze figure rappresentano le personificazioni della fede, della speranza e dell'amore.
Le due superfici del tetto mostrano ciascuna quattro rilievi con scene della leggendaria storia dell'imperatore Carlo Magno, che è condotto nel suo percorso di vita attraverso la chiamata divina. La fonte letteraria di questi rilievi è il cosiddetto Pseudo-Turpino, un manoscritto del XII secolo. Una copia contemporanea dello stesso si trova nell'archivio della cattedrale di Aquisgrana, mentre l'originale è il terzo libro del Codex Calixtinus a Santiago de Compostela. Pettini in rame dorato e cinque nodi adornano il colmo del tetto.
Otto imperatori sono in trono su ciascun lato. Sul lato lungo destro, visto dal fronte anteriore, in trono da sinistra a destra: Enrico II, Ottone III, Ottone I, Ottone II, Carlo Magno, un sovrano senza nome, Enrico V e Federico II. Dall'altro lato lungo troviamo Enrico III, Sventibaldo di Lotaringia, Enrico VI, Enrico IV, Ottone IV, Enrico I, Lotario I e Ludovico il Pio.

## Stile
Il santuario è nella tradizione dei reliquiari mosani ed è stilisticamente uniforme, ad eccezione del rilievo della dedica sul tetto. Il suo realizzatore proviene presumibilmente dalla bottega di Servatius del santuario di Maastricht, mentre un secondo maestro, che realizzò il rilievo dedicatorio, è lo stesso che operò anche sul Marienschrein nel 1220. Il Karlsschrein è una delle più importanti e note opere di oreficeria medievale, oltre al Marienschrein, che è esposto nello stesso ambiente del coro.

## Programma iconografico
Il programma iconografico è elaborato sugli Hohenstaufen, stirpe degli imperatori svevi. Carlo Magno è in trono sul davanti tra i rappresentanti della chiesa, in un posto riservato a Cristo in tutti gli altri reliquiari di questo tipo. L'imperatore Carlo Magno è posto egli stesso come rappresentante di Cristo, che troneggia sul papa e sull'arcivescovo. Sedici imperatori e re tedeschi sono in trono sui due lati lunghi del santuario, altrimenti riservato a profeti e apostoli, mentre i rilievi del tetto continuano il carattere imperiale del programma pittorico. Mostrano la vita leggendaria di Carlo, basata sulla Historia Karoli Magni et Rothalandi, che si dice sia stata scritta dall'arcivescovo Turpino di Reims (748-749 circa). Recenti ricerche hanno dimostrato, tuttavia, che l'Historia Karoli fu probabilmente creata per la prima volta in Francia intorno al 1130-1140.

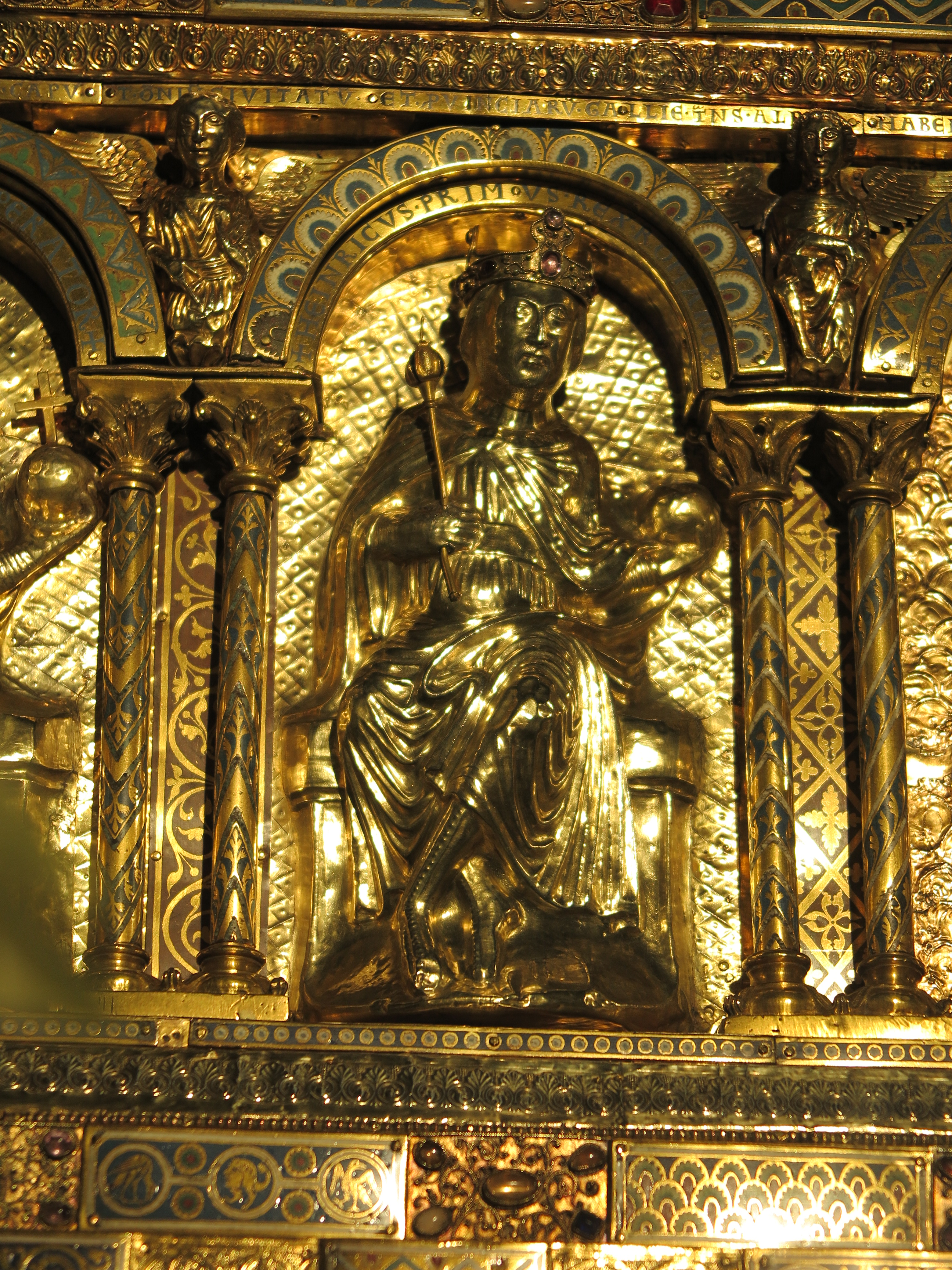
Enrico I
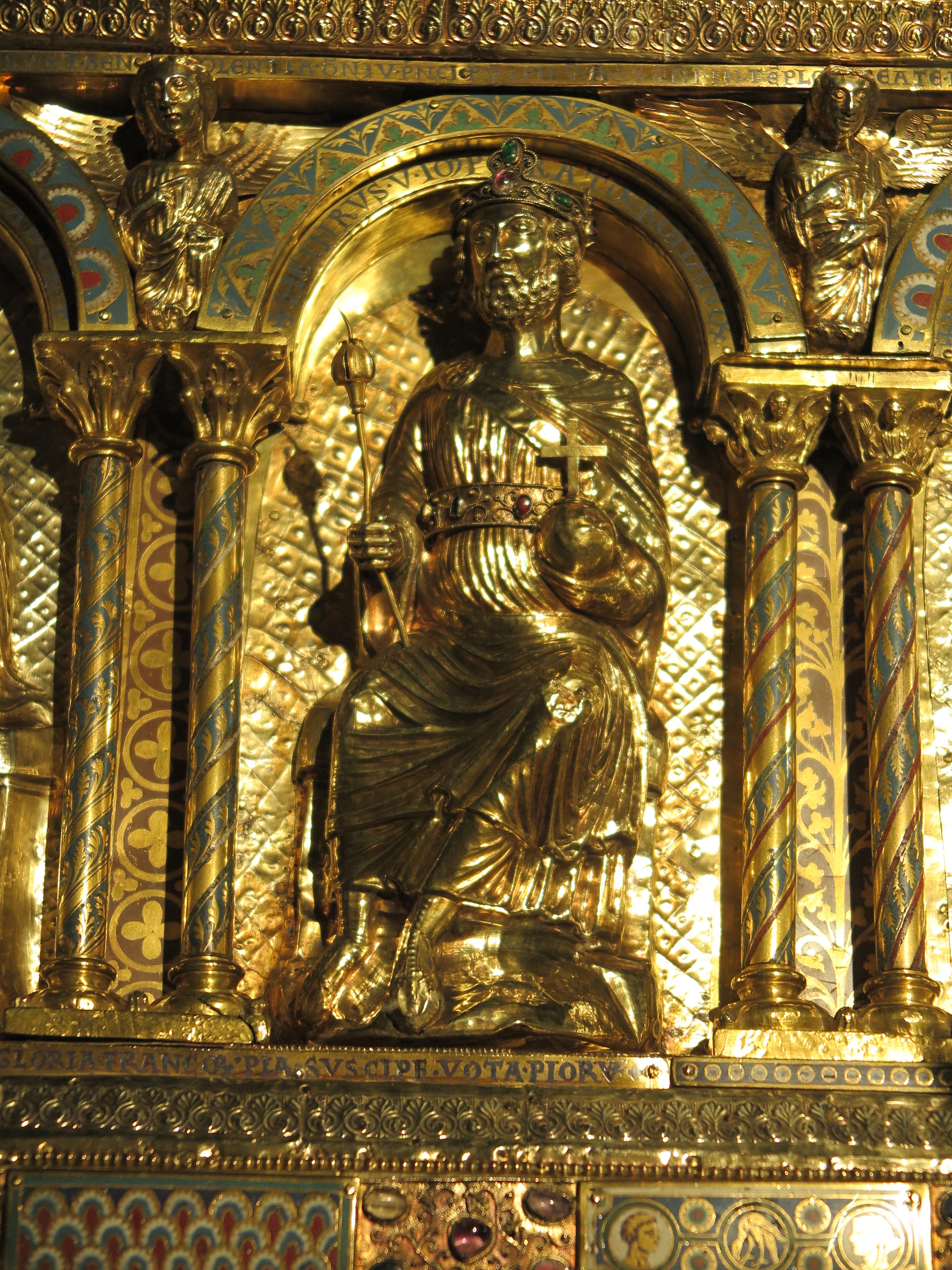
Enrico IV
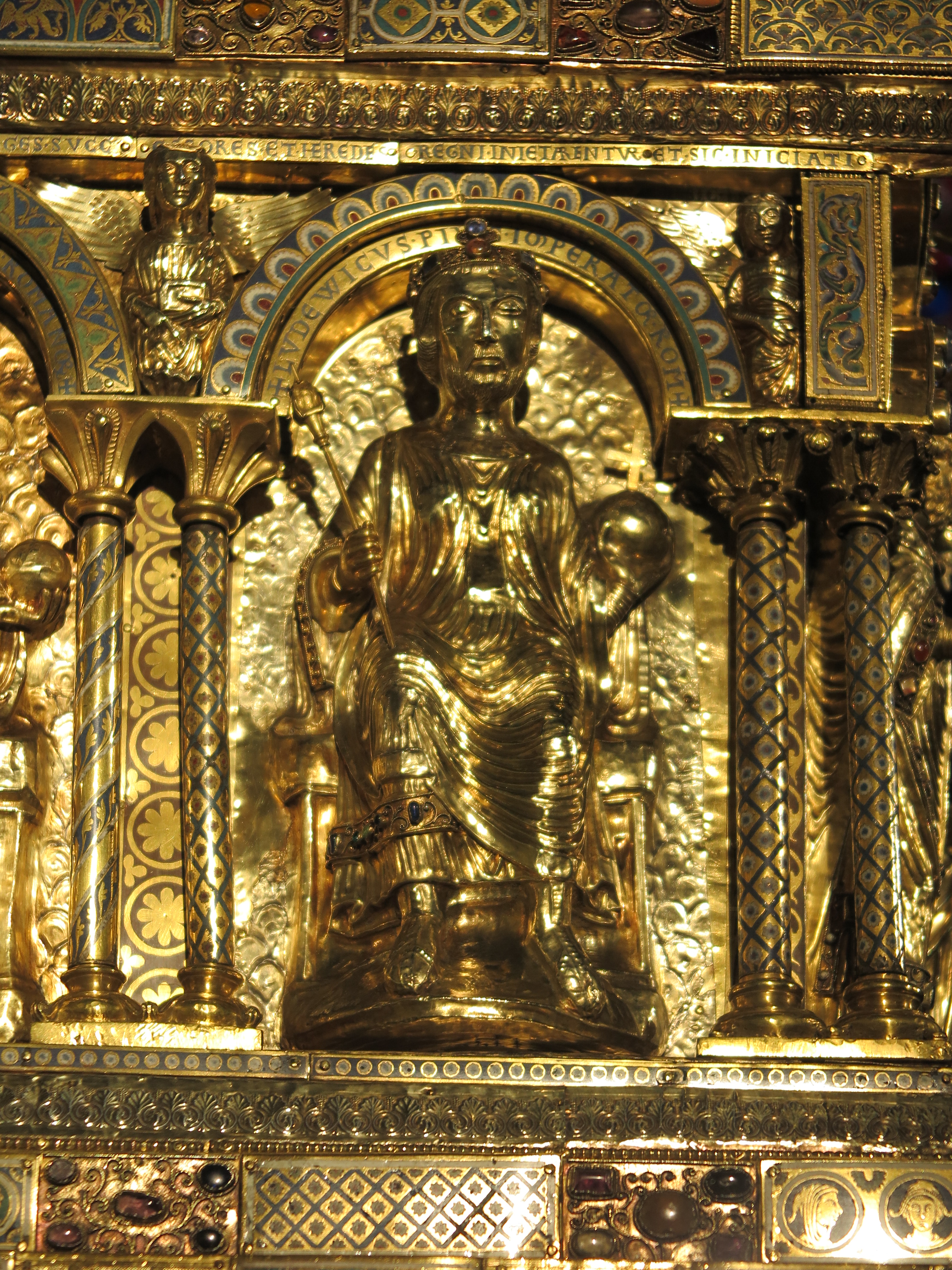
Ludovico il Pio
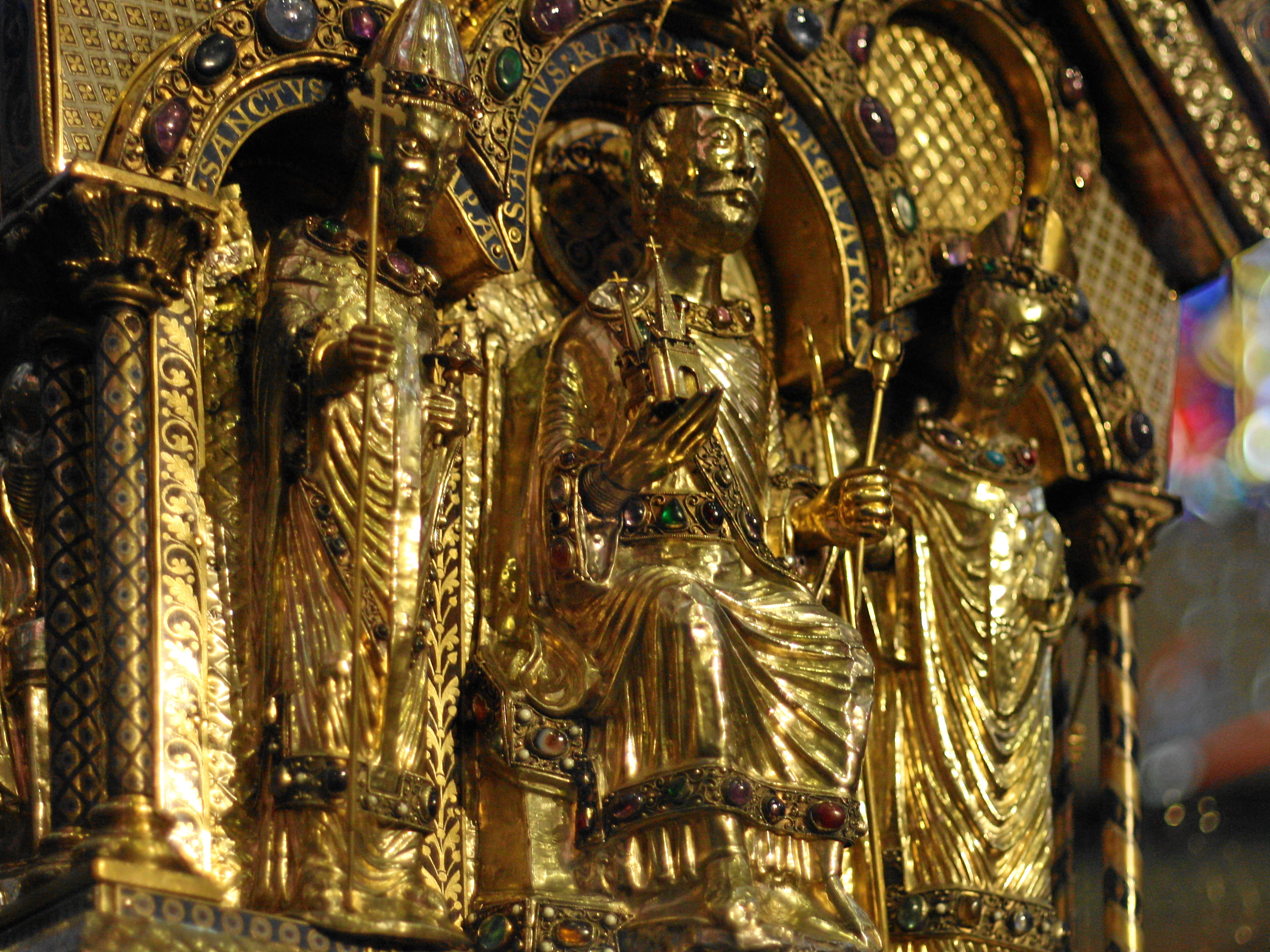
Papa Leone III, Carlo Magno, Arcivescovo Turpin
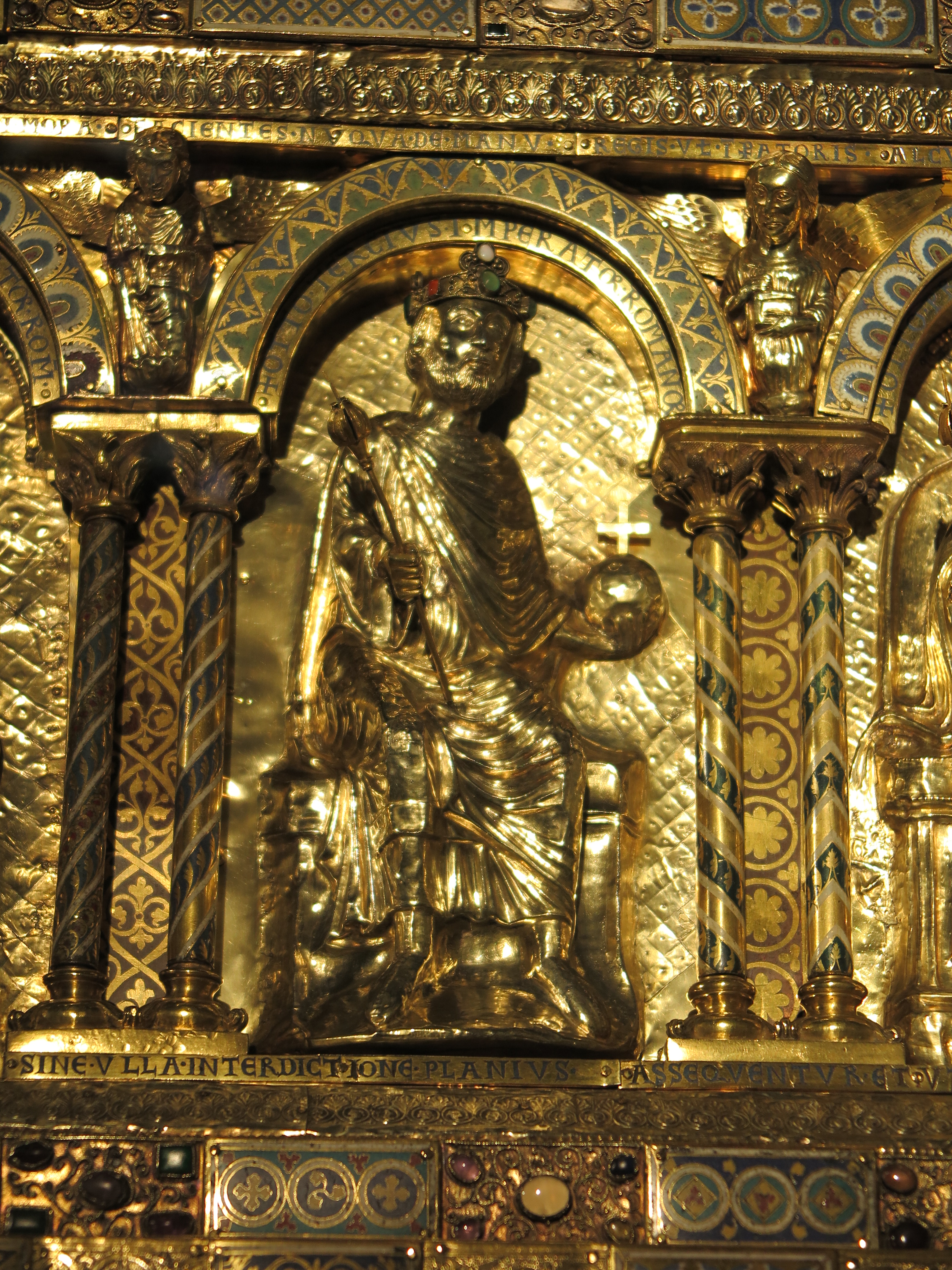
Ottone III
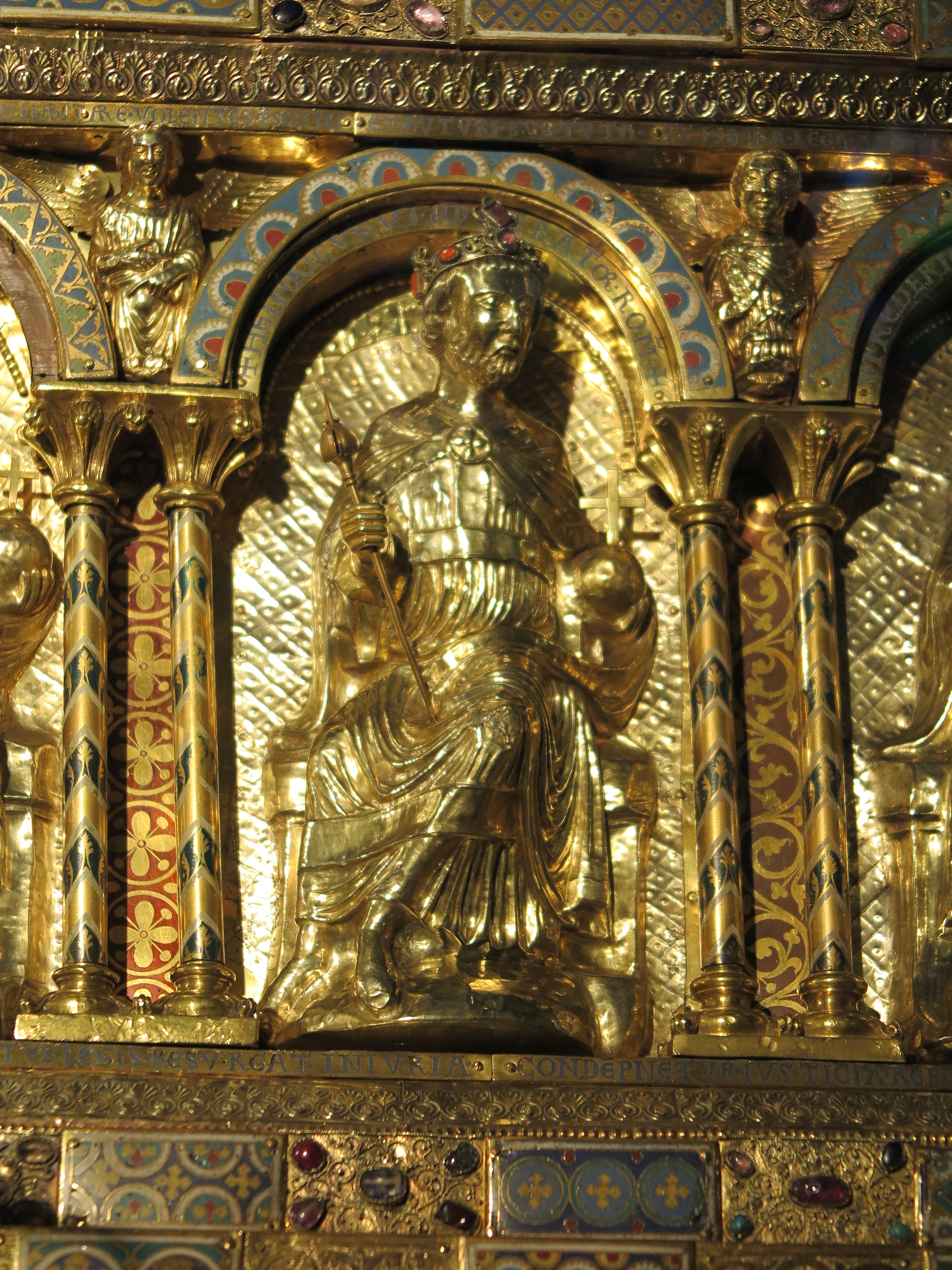
Enrico VI

## Indagine antropologica
Nel 1874 il capitolario della cattedrale fece eseguire un esame scientifico delle ossa di Carlo Magno dall'antropologo di Bonn Hermann Schaaffhausen (1816-1893). Schaaffhausen determinò che le ossa erano di un uomo alto 2,04 metri. Studi del 2010 misero in discussione le indagini del 1874 e arrivarono a stabilire una altezza di 184 cm, che può anche essere considerata sopra la media per l'età di Carlo. Gli esami del 1874 segnalarono inoltre che la clavicola destra si ruppe e guarì. Nessuno storico, tuttavia, segnala questo evento. Il cranio mostra una forma dolicocefalica (cranio lungo), le cuciture si sono chiuse senza lasciare traccia, come accade in vecchiaia.